# Brachyopterella
Genre
Brachyopterella est un genre fossile d'Euryptérides classé dans la famille des Rhenopteridae. Le genre compte deux espèces connues, toutes deux du Silurien : B. pentagonalis découverte en Norvège et B. ritchei découverte en Ecosse.

## Description
Brachyopterella est un petit Euryptéride Stylonurine doté d'une carapace pentagonale à base concave avec une bordure peu ou pas marquée. Les yeux sont en forme de banane, obliques et très longs, et sont rapprochés et placés à l'avant de la carapace. Des axes convergent et se croisent devant et à proximité des yeux. Les ocelles sont placées bien en avant, entre les yeux. L'épistome est bien développé. La taille des appendices croît progressivement d'avant en arrière : les trois premiers ont de courtes épines opposables à l'extrémité de chaque articulation et les deux derniers, locomoteurs, sont plus longs mais dépourvus d'épines. La carapace est lisse et les pattes couvertes de granulations. Le métasome est inconnu.

## Classification
A l'origine, B. pentagonalis était classée comme espèce du genre apparenté Brachyopterus. Les différences de formes de la carapace et des yeux ont conduit à séparer les deux genres.

## Espèces
Brachyopterella compte deux espèces valides, une troisième espèce s'étant avérée n'être qu'un pseudo-fossile.
- Brachyopterella pentagonalis Størmer, 1934 - Ringerike, Norvège (Silurien)
- Brachyopterella ritchiei Clarke & Ruedemann, 1912 - Slot Burn, Ecosse (Silurien)

Des espèces non valides ou réaffectées sont répertoriées ci-dessous :
- Brachyopterella magna Clarke & Ruedemann, 1912 - New York (Ordovicien), un pseudo-fossile[1].